# What a Feeling (2024)
What a Feeling ist ein österreicher Spielfilm von Katharina Rohrer aus dem Jahr 2024 mit Caroline Peters und Proschat Madani.

## Handlung
Marie Theres ist eine erfolgreiche Ärztin. An ihrem Hochzeitstag konfrontiert sie ihr Ehemann Alexander mit der Trennung. Sie greift daraufhin zum Glas und landet schließlich in der Bar von Bigi, wo hauptsächlich Frauen, die Frauen lieben, anzutreffen sind. Dort lernt sie die lebenslustige und ungebundene Fa kennen. Zwischen den beiden entwickelt sich eine Beziehung.
Diese ist allerdings für beide nicht unproblematisch, Marie Theres fürchtet aus ihrem bürgerlichen Freundeskreis ausgeschlossen zu werden, außerdem ist die Beziehung zu ihrer Teenagertochter Anna bereits konfliktbeladen. Fa ist persischer Herkunft und mit einem konservativen Werteschema und einer strengen Mutter konfrontiert.

## Produktion und Hintergrund
Die Dreharbeiten fanden an 26 Drehtagen vom 8. Mai bis zum 14. Juni 2023 in Wien und Niederösterreich statt.
Produziert wurde der Film von der Praherfilm der Produzentin Daniela Praher in Koproduktion mit der NGF Geyrhalterfilm (Koproduzenten Michael Kitzberger, Wolfgang Widerhofer, Markus Glaser und Nikolaus Geyrhalter). Den Vertrieb übernahm in Österreich Filmladen. Unterstützt wurde die Produktion vom Österreichischen Filminstitut, vom Filmfonds Wien, von ÖFI+ und dem Land Niederösterreich. Beteiligt war der Österreichische Rundfunk.
Die Kamera führte Michael Schindegger, die Musik schrieb Martin Gellner, die Montage verantwortete Ruth Schönegge und das Casting Marion Rossmann. Den Ton gestalteten Victoria Grohs, Flora Rajakowitsch und Theda Schifferdecker, das Kostümbild Constanza Meza-Lopehandia, das Szenenbild Hubert Klausner und Teresa Prothmann  und die Maske Hannah Fischleder und Jana Stelter. Als Intimitätskoordinatorin fungierte Katharina Haudum.

## Veröffentlichung
Premiere der Liebeskomödie war am 15. März 2024 am BFI Flare: London LGBTIQ+ Film Festival, in Österreich wurde der Film ab dem 5. April 2024 auf der Diagonale in Graz gezeigt. Wien-Premiere war im Gartenbaukino, wo im Anschluss Darsteller Rafael Haider mit Grazia Patricia, Metamorkid und Rytatale den titelgebenden Song What A Feeling sang. Der österreichische Kinostart war am 19. April 2024.
Deutschland-Premiere war im Spielfilmwettbewerb des Filmkunstfests Mecklenburg-Vorpommern Anfang Mai 2024.
Im September 2024 lief What a Feeling im Rahmen des Queer Film Festivals in Deutschland.

## Rezeption
Die Programmzeitschrift TV-Media bezeichnete den Film als „queer angereichertes Feelgood-Movie“ und gelungenes Regiedebüt mit einem schwierigen Thema, das dennoch unterhalte. Es sei eine „leise Komödie“, laute Lacher seien eher selten, dafür lächle man fast durchgängig mit den mit sichtbarer Freude spielenden beiden Hauptdarstellerinnen. Das Tempo sei zunächst reduziert, erst nach etwas mehr als einer Stunde nehme Inszenierung, Story und Energiepegel des Films spürbar an Fahrt auf.
Katrin Nussmayr meinte in der Tageszeitung Die Presse, dass der Film um Authentizität bemüht sei, im Weg stünden zuweilen platte Dialoge und allzu abgedroschene Motive. Wer darüber hinwegsehen könne, bekomme hier eine Romanze mit komplexen Untertönen serviert.
Filmjournalist Dieter Oßwald schreibt im Ray Filmmagazin: „Bisweilen knirscht es in der Story und bei den Figuren etwas im Klischeegebälk. Auf der Haben-Seite überzeugt die Dokumentarfilmerin Kat Rohrer bei ihrem Spielfilm-Debüt mit gelungen-kurzweiliger Dramaturgie, hübschen Wendungen sowie köstlicher Situationskomik. Last, not least sorgt ein spürbar spielfreudiges Ensemble für das notwendige Empathie-Potenzial.“
Stefan Grissemann befand im Nachrichtenmagazin Profil, dass sich das Protagonistinnen-Duo über die allzu breit angelegte Comedy spielerisch hinwegsetze. Ohne stärkeres Interesse an thematischer Vertiefung würden viele Problemstoffe in den Film gepackt. Alles folge der seit den 1950er-Jahren gültigen Gebrauchsanweisung zur Herstellung eines populären Liebeslustspiels, ausgenommen der Verschiebung von boy meets girl auf girl meets girl.
Luise Bruche vergab auf film-rezensionen.de sieben von zehn Punkten und urteilte: „Charmant-fröhliches Popcornkino ohne große Überraschungen, aber mit Witz, Herz, Wahrhaftigkeit und Ohrwurmpotenzial“.